# Weinmanufaktur Stuttgart
Die Weinmanufaktur Stuttgart eG ist eine Winzergenossenschaft, die ihren Hauptsitz im Stadtbezirk Stuttgart-Untertürkheim im deutschen Weinanbaugebiet Württemberg hat.

## Geschichte
Die Winzergenossenschaft wurde im Jahre 1887 auf Betreiben des Untertürkheimer Schultheißen Eduard Fiechtner von 34 Winzern als Weingärtnergesellschaft Untertürkheim gegründet. Die Gemeindekelter in Untertürkheim mit dem großen Kreuzgewölbekeller stammt aus dem Jahre 1902. Damals war Württemberg noch ein eigenes Königreich und der Wein wurde durch königliche Verbindungen bis an den Hof des russischen Zaren geliefert.
Nach dem Zweiten Weltkrieg wurde der Weingärtnergenossenschaft der 1942 erbaute Luftschutzstollen in der Strümpfelbacher Str. 42–44 überlassen, der seither als Sektkeller und durch seine konstante Raumtemperatur sowie die perfekten Lichtverhältnisse, als optimale Lagerung für den Wein genutzt wird.
Im Jahr 2002 benannte sich die Winzergenossenschaft in Weinmanufaktur Untertürkheim um. Der Erfolg überzeugte 2004 auch die Nachbarn: Die 1918 gegründete Obertürkheimer Genossenschaft votierte einstimmig für den Anschluss an die Weinmanufaktur. Heute sind es 40 Weingärtner, die nach dem gemeinsamen Credo „Qualität vor Quantität“ und „Unverwechselbarkeit vor Menge“ arbeiten.
Im September 2019 wurde die Weinmanufaktur Untertürkheim, als erste Winzergenossenschaft in Deutschland, als Fair'n Green zertifiziert. Diese Zertifizierung umfasst einen strengen Auflagenkatalog, der seinen Fokus auf Effizienz, Nachhaltigkeit und ressourcenschonenden Weinbau ausrichtet.

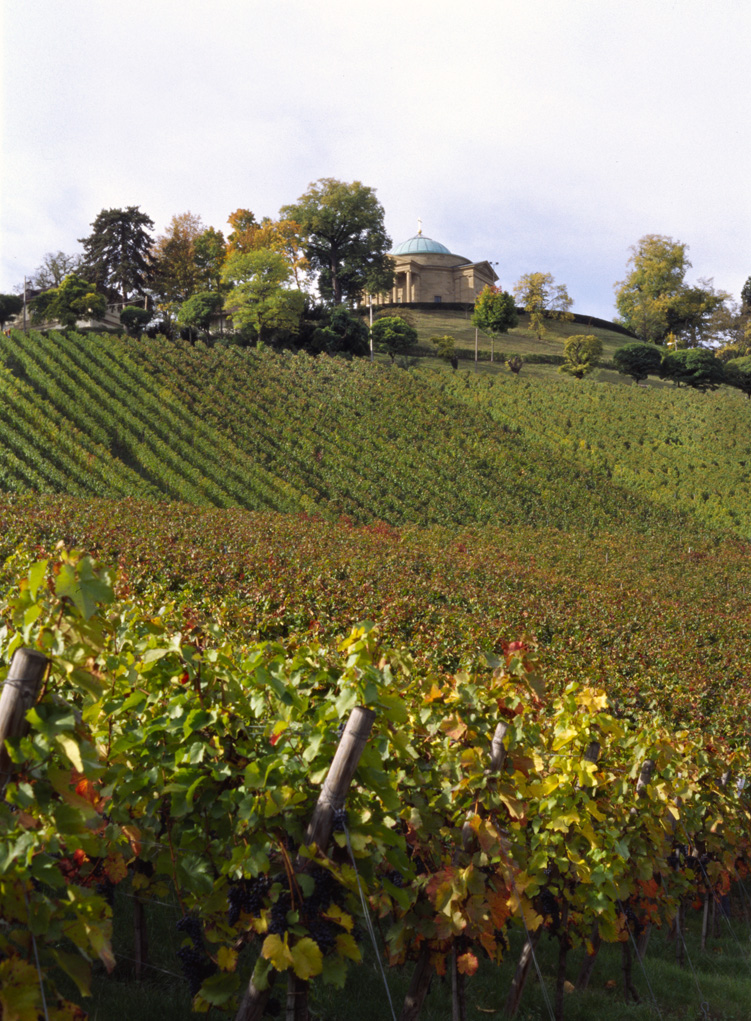
Untertürkheimer Altenberg am Fuß des Württembergs

Geschäftsführerin ist seit Mai 2021 Saskia Wörthwein. Kellermeister ist Jürgen Off. Im Jahr 2023 schied Bernd Munk als langjähriger Vorstandsvorsitzender aus. Ihm wurde für sein Engagement von Genossenschaft die Ehrenvorstandschaft sowie vom Baden-Württembergischen Genossenschaftsverbund die Raiffeisen-Schulze-Delitzsch-Medaille verliehen.
Die Weinberge der Mitgliedsbetriebe umfassen knapp 90 Hektar Rebfläche in den Untertürkheimer Lagen Altenberg und Mönchberg sowie den Obertürkheimer Lagen Kirchberg und Ailenberg. Das große Sortenspektrum besteht aus zwei Dritteln Rotwein- und aus einem Drittel Weißweinsorten. Darunter finden sich hauptsächlich die württembergischen Traditionsrebsorten Trollinger (40 ha), Riesling (17 ha), Spätburgunder (10 ha) und Lemberger (8 ha).
Im Jahr 2024 firmierte die Weinmanufaktur Untertürkheim in Weinmanufaktur Stuttgart um. Hierbei handelte es sich um eine reine Namensänderung ohne etwas an den bestehenden Genossenschaftsstrukturen, der Größe oder Besitzverhältnissen zu ändern.

## Auszeichnungen
- Dreimal in Folge von 2003 bis 2005 erster Platz beim Deutschen Rotweinpreis in der Kategorie „Barriqueausbau Lemberger“.
- Kellermeister Off und Geschäftsführer Hübner wurden vom Gault-Millau zum „Gutsverwalter des Jahres“ 2005 gewählt.
- Durch die Verleihung der dritten Traube im Gault Millau 2009 hat die Weinmanufaktur Untertürkheim den Aufstieg ins württembergische Oberhaus geschafft. Mit der aktuellen Wein-Kollektion ist sie „nicht nur die mit Abstand führende Winzergenossenschaft in Württemberg, sie darf sich nun mit den Kollegen aus Mayschoß an der Ahr die Krone für die beste Kooperative Deutschlands teilen“.[2]
- 2019 wurde die Weinmanufaktur Untertürkheim vom Meininger Verlag unter 60 teilnehmenden Genossenschaften aus Deutschland zur besten Winzergenossenschaft erklärt.
- 2021 gewann die Weinmanufaktur Untertürkheim mit der Rebsorte Syrah den ersten und mit der Rebsorte Lemberger den zweiten Platz beim deutschen Rotweinpreis der Fachzeitschrift VINUM.